# Pyotr Stepanovich Kotlyarevsky
Pyotr Stepanovich Kotlyarevsky (chữ Nga: Пётр Степа́нович Котляре́вский) là một tướng lĩnh nổi tiếng của Đế quốc Nga đầu thế kỷ XIX. Ông đã chỉ huy đơn vị của mình giành những thắng lợi quan trọng cho Nga trong Chiến tranh Nga – Thổ Nhĩ Kỳ (1806 – 1812) và Chiến tranh Nga - Ba Tư (1804 – 1813).
Pyotr Kotlyarevsky sinh ra trong một gia đình linh mục thuộc dòng họ quý tộc Kotlyarevsky tại Kupyansky, Kharkiv và được định hướng sẽ trở thành linh mục. Song, vị chỉ huy nổi tiếng tương lai là Ivan Petrovich Lazarev khi ở nhờ nhà ông trong một chuyến hành quân đã phát hiện ra những tư chất đặc biệt của Kotlyarevsky và đã thuyết phục gia đình đồng ý cho Kotlyarevsky theo ông làm binh nghiệp. Lúc đó, năm 1795, Kotlyarevsky mới 14 tuổi, phục vụ trong trung đoàn do Lazarev chỉ huy. Trận chiến đầu tiên mà ông tham gia là trận vây hãm Derbent.
Những thành tích quan trọng mà Pyotr Kotlyarevsky đạt được trong cuộc đời binh nghiệp là chiếm được Meghri ở biên giới Nga - Ba Tư và đẩy lui lực lượng Ba Tư đông tới một vạn quân với cố vấn người Anh trong khi lực lượng của Kotlyarevsky chỉ khoảng một đại đội quân Nga và lực lượng phối hợp người Armenia. Pyotr được tặng Huân chương Thánh George hạng tư vì thành tích này. Vào ngày 7 tháng 12 năm 1810, ông đã chiếm được pháo đài Akhalkalaki mà Bá tước Gudovich đã không chiếm được vài năm trước đó. Đến ngày 20 tháng 12 năm 1810, ông đã chinh phục toàn bộ vùng Akhalkalaki. Sau đó, ông được thăng cấp tướng ở tuổi 29 và các tiểu đoàn của ông được tặng cờ Thánh George. Sau đó, trong chuyến thám hiểm tới Hãn quốc Karabakh, ông đã nhận được Huân chương Thánh Anne hạng nhất và được phát 1.200 rúp hàng năm.
Vào ngày 19 tháng 10 năm 1812, Kotlyarevsky phát động một cuộc tấn công bằng lưỡi lê quyết định với một lực lượng hai nghìn người và sáu khẩu súng vào trại Ba Tư, khiến quân Ba Tư phải bỏ chạy. Và ngay trong đêm đó, bằng một cuộc tấn công bất ngờ, ông đã tiêu diệt tàn quân của quân Ba Tư tại Aslanduz. Các cờ hiệu của người Ba Tư bại trận được đặt trong Nhà thờ Kazan. Vì chiến thắng quân Ba Tư tại Araks, Kotlyarevsky được phong quân hàm trung tướng vào ngày 5 tháng 12 năm 1812, và vì chiến thắng tại Aslanduz ông được thưởng Huân chương Thánh George hạng ba.
Chuẩn bị cho cuộc tấn công vào Lankaran, Kotlyarevsky ra lệnh cho biệt đội vào ngày 30 tháng 12 năm 1812: “sẽ không được rút lui”. Quân Nga mất hai phần ba quân số nhưng chiếm được Lankaran. Kotlyarevsky được tìm thấy trên chiến trường trong một đống xác chết với ba vết thương. Mặt lệch sang một bên, mất mắt phải, hàm bị dập, xương đầu gãy lòi ra ngoài tai (cả đời ông giữ 40 chiếc xương lấy ra từ đầu trong một chiếc hộp mà không cho ai xem), nhưng nhờ nỗ lực của các bác sĩ, ông đã sống sót. Việc chiếm được pháo đài Lankaran đã mở ra con đường giúp Đế quốc Nga trực tiếp xâm chiếm Ba Tư. Ba Tư phải chấp nhận ký hòa ước Gulistan ngày 12 tháng 10 năm 1813, theo đó Nga đã mua lại bờ biển phía tây của Biển Caspian cho Astara. Nga được độc quyền duy trì một hạm đội ở Biển Caspian. Nhờ quân công chiếm được Hãn quốc Talysh, Tổng tư lệnh Trung tướng Rtishchev N.F. trao cho Kotlyarevsky “trong bộ đồng phục đầy đủ” Huân chương Thánh George hạng nhì. Tuy nhiên, do thương nặng, ông phải phục viên và về sống ở làng Aleksandrov gần Bakhmut và sau đó là làng Feodosia - nơi ông sống khoảng mười năm rồi qua đời.
Victor Kamenir đánh giá Pyotr Stepanovich Kotlyarevsky là một trong bốn tướng lĩnh "bất tử" của Nga.